# Чужинці на власній землі
«Чужі на власній землі: гнів і жалоба американських правих» – книга соціологині Арлі Рассел Гохшильд (2016), що досліджує світогляд прихильників руху «Чайна партія» в Луїзіані.

## Короткий зміст
Книга Гохшильд, написана на основі виступів у фокус-групах та інтерв'ю з прихильниками «Чайної партії», досліджує округ Калькасьє (Лейк-Чарльз, Луїзіана). В цьому районі з високою концентрацією нафтохімічних заводів та забруднених водних шляхів Гохшильд прагнула з'ясувати, чому місцеві жителі, всупереч власним інтересам, мало підтримують екологічне регулювання. Її дослідження виявило, що культурні цінності, зокрема ставлення до податків, релігійні переконання та почуття власної гідності, спонукають людей протистояти державному регулюванню.
Книга Гохшильд досліджує світогляд прихильників «Чайної партії», виборчого округу, який підтримав Дональда Трампа  2016 році. Гохшильд стверджує, що прихильники «Чайної партії» реагують на зміни в Америці, сприймаючи жінок, іммігрантів і расові меншини як тих, хто «врізається в чергу» за американською мрією.
Вони також вважають, що деякі урядовці (наприклад, президент Барак Обама) висувають ці групи на перший план за допомогою програм позитивної дискримінації та інших форм підтримки. Через це старші, переважно білі та здебільшого чоловіки, прихильники «Чайної партії» все більше відчувають себе, як зазначено у назві книги Гохшильд, "чужинцями на власній землі".
Вони також відчувають, що деякі урядовці (такі як президент Барак Обама ) виводять ці ж групи на передову за допомогою програм позитивної дискримінації та інших видів підтримки. В результаті таких уявлень, старші, переважно білі та непропорційно чоловічі прихильники «Чайної партії» дедалі більше почуваються, як випливає з назви книги Гохшильда, чужинцями на власній землі.

## Рецензії
Згідно з Book Marks, книга отримала позитивний консенсус на основі десяти відгуків критиків: три захоплених, три позитивних, три змішаних та один схвальний.
- Фіналіст Національної книжкової премії 2016 року в категорії "нехудожня література". Відзначена за глибокий аналіз причин, що спонукають людей діяти всупереч власним інтересам, та за обґрунтування можливості взаєморозуміння між правими та лівими навіть у 2016 році.[2]
- Книга була обрана газетою «Нью-Йорк Таймс» як одна з «6 книг для розуміння перемоги Трампа»[3] і стала бестселером «Нью-Йорк Таймс». Рецензії на неї з'явилися у виданнях: New York Times Book Review (Джейсон ДеПарль[4]), New York Times (Девід Брукс[5]), The New Republic (Джедедайя Перді[6]), The New York Review of Books (Натаніель Річ [7]), Newsday (Габріель Томпсон[8]) та Forbes (Ральф Бенко [9]).